# Пташина п'явка
Пташина п'явка (Theromyzon) — єдиний рід п'явок підродини Theromyzinae з родини Пласкі п'явки ряду Хоботні п'явки (Rhynchobdellida). Має 5 видів. Синонім — Protoclepsis.

## Опис
Загальна довжина коливається від 2 до 5 см, завширшки до 10-15 мм. Мають 4 пари очей. Тіло широко, листоподібне, доволі м'яке і гладеньке, спереду широку й звужується на кінці. Передня присоска значно більша та розвиненіша за задню.
Забарвлення коливається від зеленувато-прозорої до майже чорної.

## Спосіб життя
Зустрічаються в прісних водоймах, віддають перевагу стоячим. Не плавають, їх можна знайти або за птахів, або сидять на водоростях. Вони легко проникають у ротову порожнину й дихальні органи птахів, де ссуть кров зі слизових оболонок. Також можуть знаходити собі сховок у кон'юнктивному мішку очей. У деяких стоячих водоймах іноді розмножуються у величезній кількості, що може привести до масової загибелі качок і гусей. В такому випадку свійських птахів переводять до проточних водойм, у яких такі явища не спостерігаються. Для вигнання паразитів з організмів у ніздрі їхніх господарів уводять 10 % розчин повареної солі.
Статева зрілість настає у 7—10 місяців. Спарюванням відбувається шляхом гонопорного злиття. Відкладають яйця (від 60 до 611 загалом) у коконах (від 3 до 6), що прикріплюють до каміння або рослин. Після відкладання коконів ці п'явки можуть прожити ще якийсь час, але крові більше не ссуть. Інкубаційний період триває до 14 діб. Молодь може жити на тілі материнського організму до 2-3 місяців.

## Розповсюдження
Мешкають у Північній та Південній Америці, Європі, північній Азії.

## Види
- Theromyzon bifarium
- Theromyzon maculosum
- Theromyzon rude
- Theromyzon tessulatum
- Theromyzon trizonare